# The Tattooist of Auschwitz
The Tattooist of Auschwitz is een Britse historische dramaserie uit 2024, gebaseerd op het gelijknamige boek van Heather Morris. De serie ging in première op 2 mei 2024 in het Verenigd Koninkrijk op Sky en in de Verenigde Staten op Peacock.

## Verhaal
Lali Sokolov, een joodse gevangene in het concentratiekamp Auschwitz-Birkenau tijdens de Tweede Wereldoorlog, krijgt de taak om identificatienummers op de armen van medegevangenen te tatoeëren.

## Rolverdeling
| Acteur           | Personage            |
| ---------------- | -------------------- |
| Harvey Keitel    | Lale Sokolov         |
| Jonah Hauer-King | jongere Lale Sokolov |
| Melanie Lynskey  | Heather Morris       |
| Jonas Nay        | Stefan Baretzki      |
| Anna Próchniak   | Gita                 |
| Ellie de Lange   | Esther               |

## Afleveringen
| Afl. | Titel          | Regie            | Scenario         | Oorspronkelijke releasedatum |
| 1    | "Aflevering 1" | Tali Shalom Ezer | Jacquelin Perske | 2 mei 2024                   |
| 2    | "Aflevering 2" | Tali Shalom Ezer | Jacquelin Perske | 2 mei 2024                   |
| 3    | "Aflevering 3" | Tali Shalom Ezer | Evan Placey      | 2 mei 2024                   |
| 4    | "Aflevering 4" | Tali Shalom Ezer | Gabbie Asher     | 2 mei 2024                   |
| 5    | "Aflevering 5" | Tali Shalom Ezer | Jacquelin Perske | 2 mei 2024                   |
| 6    | "Aflevering 6" | Tali Shalom Ezer | Jacquelin Perske | 2 mei 2024                   |

## Productie
De creatief directeur van Synchronicity Films, Claire Mundell, verwierf de rechten op De tatoeëerder van Auschwitz nadat ze in 2018 een deal had gesloten met Bonnier Books UK. In 2023 werd aangekondigd dat Synchronicity Films een zesdelige serie aan het ontwikkelen was voor Sky Studios en Peacock. De film wordt geregisseerd door Tali Shalom Ezer met Jacquelin Perske als hoofdschrijver. Claire Mundell en Perske behoren tot de uitvoerende producenten.
De Australische streamingdienst Stan was ook mede-opdrachtgever van de serie, met All3Media aan boord van de wereldwijde verkoop. De productie ging in het voorjaar van 2023 van start.
In maart 2023 werden Jonah Hauer-King, Anna Próchniak en Melanie Lynskey gecast. In april 2023 voegde Harvey Keitel zich bij de cast als de oudere Lale Sokolov.
De muziek wordt geschreven door Hans Zimmer en Kara Talve; de twee schreven het originele nummer "Love Will Survive", uitgevoerd door Barbra Streisand voor de afsluiting van de serie. Het nummer werd op 25 april 2024 als single uitgebracht.

## Ontvangst
Op Rotten Tomatoes heeft The Tattooist of Auschwitz een waarde van 81% en een gemiddelde score van 6,00/10, gebaseerd op 16 recensies. Op Metacritic heeft de film een gemiddelde score van 62/100, gebaseerd op 10 recensies.